# Rizal (Kalinga)
Rizal (Bayan ng Rizal) är en kommun i Filippinerna. Kommunen ligger på ön Luzon, och tillhör provinsen Kalinga. Folkmängden uppgår till 13 652 invånare.
Rizal är indelat i 14 barangayer.